# Élection présidentielle américaine de 2024
L'élection présidentielle américaine de 2024 est la soixantième de l’histoire des États-Unis. Elle se tient le 5 novembre 2024 afin de désigner le président du pays, qui est élu au scrutin indirect, les électeurs américains désignant 538 membres du collège électoral (« grands électeurs »).
Le candidat du Parti républicain, Donald Trump, déjà président de 2017 à 2021, obtient un nouveau mandat face à la vice-présidente sortante démocrate, Kamala Harris. Pour la deuxième fois de l'histoire américaine – après le précédent de Grover Cleveland, 132 ans plus tôt – un président est élu pour un second mandat non consécutif. Battu en 2020 après un premier mandat très clivant, notamment mis en cause pour son rôle dans l'assaut du Capitole, Donald Trump réussit son retour à l'occasion d’une troisième candidature présidentielle, après avoir été condamné en justice puis victime d'une tentative d'assassinat en pleine campagne.
Âgé de 81 ans, le président démocrate sortant, Joe Biden, avait, comme Trump, remporté les primaires de son parti, laissant augurer du même duel qu'en 2020. Mais en juillet 2024, il s'est retiré au profit de sa vice-présidente alors que les inquiétudes grandissantes autour de sa santé physique et mentale éclipsaient de plus en plus sa campagne. Désignée sans passer par des primaires, Kamala Harris, qui ne dispose que de trois mois et demi pour faire campagne, choisit Tim Walz pour colistier. De son côté, Donald Trump retient J. D. Vance.
Tandis que le vote anticipé prend des proportions considérables, comme en 2020, les sondages annoncent une issue serrée, y compris dans chacun des sept États charnière (swing states) – tous finalement remportés par Trump. Le retour au pouvoir de ce dernier est considéré comme un exploit politique sans précédent. Il l'emporte avec 312 grands électeurs contre 226 pour son adversaire, améliorant sa performance de 2016. De façon inattendue, il gagne également le vote populaire (49,8 % contre 48,3 %). Mais pour un candidat ayant remporté à la fois le collège électoral et ce vote, il s’agit de la plus faible avance, en pourcentage, depuis 56 ans et de la cinquième plus faible depuis 1900,,,, ; c'est cependant la première fois qu'un républicain remporte le vote populaire depuis George W. Bush en 2004, Trump lui-même ayant été nettement distancé lors de sa première élection. La participation s'élève au niveau national à 64,1 % des inscrits – soit la deuxième plus forte depuis 1908, après celle de 2020 – et atteint des records dans plusieurs États charnière,,.
Comme en 2016, Donald Trump obtient la majorité dans les deux chambres du Congrès, bien que celles-ci soient fragiles. À la Chambre des représentants, avec cinq sièges d'avance (sur 435) sur les démocrates, il s’agit de la plus faible majorité parlementaire depuis 1944 pour un président élu ayant remporté cette chambre.

## Contexte

### Élection de 2020
L'élection présidentielle américaine de 2020 voit le candidat démocrate Joe Biden l'emporter sur le président sortant Donald Trump, qui refuse de reconnaitre sa défaite et encourage l'assaut du Capitole par ses partisans le 6 janvier 2021, sans parvenir à empêcher la prise de fonction de Joe Biden.
Le 23 novembre, alors que le processus de transition présidentielle est lancé par son administration, Donald Trump persiste en effet à affirmer qu'il a gagné, son camp continuant à porter des accusations de fraude électorale visant notamment le vote postal. Il tente de contester les résultats de cette élection, mais sans apporter de preuves, ce qui entraine le rejet des recours auprès des tribunaux au niveau des États comme au niveau fédéral, y compris par la Cour suprême des États-Unis,.
Le 6 janvier 2021, alors que le Congrès est en cours de certification des votes des grands électeurs à Washington D.C., Donald Trump organise un grand rassemblement de ses partisans devant la Maison-Blanche et tient un discours incendiaire dans lequel il leur dit de se diriger vers le Capitole. Une foule de ses partisans prend alors d'assaut le bâtiment, interrompant le processus, qui peut reprendre après plusieurs heures de chaos et déboucher sur l'annonce par le vice-président Mike Pence de l'élection du démocrate Joe Biden comme 46e président des États-Unis,.
Cet événement, considéré comme une insurrection ou une tentative de coup d'État, et qui cause la mort de cinq personnes, conduit au lancement d'une procédure de destitution contre Donald Trump pour « incitation à l'insurrection contre le gouvernement des États-Unis ». La majorité des deux tiers requise n’est pas atteinte lors du vote du Sénat, qui se tient après le départ de Donald Trump de la présidence, conduisant à son acquittement,.

### Présidence de Joe Biden
La présidence Biden est marquée par les conséquences économiques de la pandémie de Covid qui provoquent une crise inflationniste. Sur le plan sociétal, l'arrêt de la Cour suprême Dobbs v. Jackson Women's Health Organization clive l'Amérique au sujet de l'avortement. Les élections de mi-mandat de 2022 sont décevantes pour les républicains, qui réussissent à prendre le contrôle de la Chambre des représentants, mais pas du Sénat. Au niveau international, le retrait d'Afghanistan, la guerre russo-ukrainienne et la guerre Hamas-Israël alimentent le débat. L'âge de Joe Biden est cité comme un facteur négatif.
Dans l'opposition, Trump, candidat républicain à la présidence pour la troisième fois consécutive après sa victoire en 2016 et son échec en 2020, reste toujours populaire auprès de l'électorat conservateur et domine les primaires républicaines,.
Cependant, il suscite la controverse en raison de ses déclarations sur l'élection de 2020, qu’il aurait selon lui gagnée, sans des fraudes des démocrates, mais aussi des procédures judiciaires contre lui, qui ont débouché sur plusieurs procès et des dizaines de chefs d'accusation, une première pour un ex-président. Des États vont jusqu'à invoquer le quatorzième amendement pour empêcher sa candidature.
Une élection sous la forme d'un duel entre Trump et Biden aurait été la première depuis 1956 à opposer les mêmes candidats que la précédente.
Le climat électoral est marqué par une course serrée et un désenchantement notable chez les électeurs — en particulier chez les jeunes. Joe Biden et Kamala Harris subissent notamment la perte de confiance d'une partie du jeune électorat démocrate favorable à la cause palestinienne en raison de la politique américaine au Moyen-Orient, où le pays soutient Israël dans sa guerre contre le Hamas,. Les procédures judiciaires de Donald Trump, sans précédent pour un candidat à la présidentielle, provoquent quant à elles la controverse. Condamné dans l’État de New York pour falsification de dossiers commerciaux, il devient le premier candidat à la présidentielle à se présenter en ayant été condamné au pénal,.

## Système électoral

Répartition des grands électeurs par États, fondée sur le recensement du peuple américain en 2020. En vert, les États ayant gagné des grands électeurs. En rouge, ceux en ayant perdu.

L'élection présidentielle américaine est une élection au suffrage universel indirect. Les citoyens électeurs américains élisent 538 grands électeurs qui vont à leur tour voter chacun pour un candidat. Ces grands électeurs sont répartis à travers les différents États des États-Unis, selon une clé de recensement en partie démographique. Le nombre de grands électeurs d'un État est en effet égal au nombre de représentants — liés à la population de l'État — et de sénateurs — deux par État. Pour l'emporter, un candidat doit remporter la majorité des 538 grands électeurs, soit au moins 270. Chaque État reçoit autant de grands électeurs qu'il possède de représentants et de sénateurs au Congrès, soit respectivement 435 représentants et 100 sénateurs, auxquels s'ajoutent trois représentants du district de Columbia, donnant un total de 538.
Dans presque chaque État, la majorité relative au scrutin uninominal majoritaire à un tour suffit pour remporter la totalité des grands électeurs, à l'exception du Maine et du Nebraska, où une partie est désignée en fonction des circonscriptions électorales. De même, dans le Maine ainsi qu'en Alaska, le système utilisé est celui du vote à second tour instantané.
L'élection présidentielle de 2024 est la première à avoir lieu sur la base d'une répartition fondée sur le recensement de 2020.

### Conditions d'éligibilité
Les conditions d'éligibilité à la fonction de président des États-Unis sont définies par le cinquième alinéa de la section de l'article II de la Constitution. Ne peuvent se présenter que les citoyens américains de naissance âgés d'au moins 35 ans. Il faut en outre qu'ils aient résidé pendant au moins quatorze ans aux États-Unis. Les conditions de candidature du vice-président sont identiques, mais celui-ci ne peut être un résident du même État que celui du président.
Le mandat est de quatre ans, renouvelable une seule fois de manière consécutive ou non. La limite à deux mandats date du XXIIe amendement de la Constitution des États-Unis, adopté par le Congrès en 1947 et ratifié en 1951. L'amendement est mis en œuvre à la suite de la rupture par Franklin Delano Roosevelt de cette règle des deux mandats, jusqu'alors tacitement respectée par les présidents successifs. Élu pour la première fois en novembre 1932, Roosevelt est en effet élu à un deuxième mandat en 1936, à un troisième en 1940 et à un quatrième en 1944.
Ainsi, trois des cinq anciens présidents des États-Unis encore en vie, Bill Clinton, George W. Bush et Barack Obama, ne sont pas éligibles à cette élection, chacun d'eux ayant déjà effectué deux mandats. Les seuls anciens présidents américains qui seraient éligibles à cette élection sont Jimmy Carter, qui est devenu centenaire le 1er octobre 2024, l'actuel président, Joe Biden, qui a décidé de se retirer de la course et Donald Trump. Ce dernier devient le second président américain, après Grover Cleveland, à réaliser deux mandats non consécutifs.

## Candidats

### Parti démocrate
| Ticket démocrate de 2024                      | Ticket démocrate de 2024             |
| Kamala Harris                                 | Tim Walz                             |
| Présidente                                    | Vice-président                       |
| --------------------------------------------- | ------------------------------------ |
| Portrait de Kamala Harris                     | Portrait de Tim Walz.                |
| 49e vice-présidente des États-Unis(2021-2025) | Gouverneur du Minnesota(depuis 2018) |
| Logo de la campagne Harris Walz.              |                                      |

Durant son mandat, le président sortant Joe Biden, membre du Parti démocrate, indique à plusieurs reprises qu'il souhaite être candidat à sa succession. Il recueille de nombreux soutiens dans son parti et plusieurs candidats potentiels aux primaires (comme le gouverneur de Californie Gavin Newsom ou encore le sénateur du Vermont Bernie Sanders) annoncent qu'ils ne l'affronteront pas lors de celles-ci s'il présente sa candidature.
Biden publie le 25 avril 2023 une vidéo dans laquelle il annonce officiellement sa candidature pour un second mandat,. Il souhaite à nouveau prendre Kamala Harris comme candidate à la vice-présidence.
Marianne Williamson annonce sa candidature aux primaires démocrates en mars 2023,. En octobre 2023, le membre du Congrès Dean Phillips annonce à son tour sa candidature.
Cependant, des problèmes de fatigue et de santé de Joe Biden apparaissent au cours de sa présidence, qui amènent l'électorat à s’interroger sur son âge et sa capacité à exercer un second mandat. Dès septembre 2023, en visite à Hanoï, il multiplie les moments d'absence et d'errements pendant une conférence de presse, écourtée par le porte-parole de la Maison Blanche, tandis que ces « gaffes, erreurs et absences » déviennent de plus en plus fréquentes,
Ces inquiétudes atteignent leur apogée à la suite du débat organisé le 27 juin 2024 sur CNN entre Biden et le candidat du Parti républicain Donald Trump devant 50 millions de téléspectateurs. La performance de Biden fait l’objet de nombreuses critiques. Les commentateurs soulignent qu'il perd souvent le fil de ses pensées, donne des réponses sinueuses, a une apparence chancelante, parle d'une voix rauque, et a de la difficulté à se souvenir de statistiques ou à exprimer clairement son point de vue. Biden fait alors face à des appels à se retirer de la course de la part de ses collègues démocrates ainsi que des comités de rédaction de plusieurs grands médias. De plus, les sondages se dégradent dans les swing states. Le 19 juillet, plus de trente hauts démocrates avaient demandé son retrait.

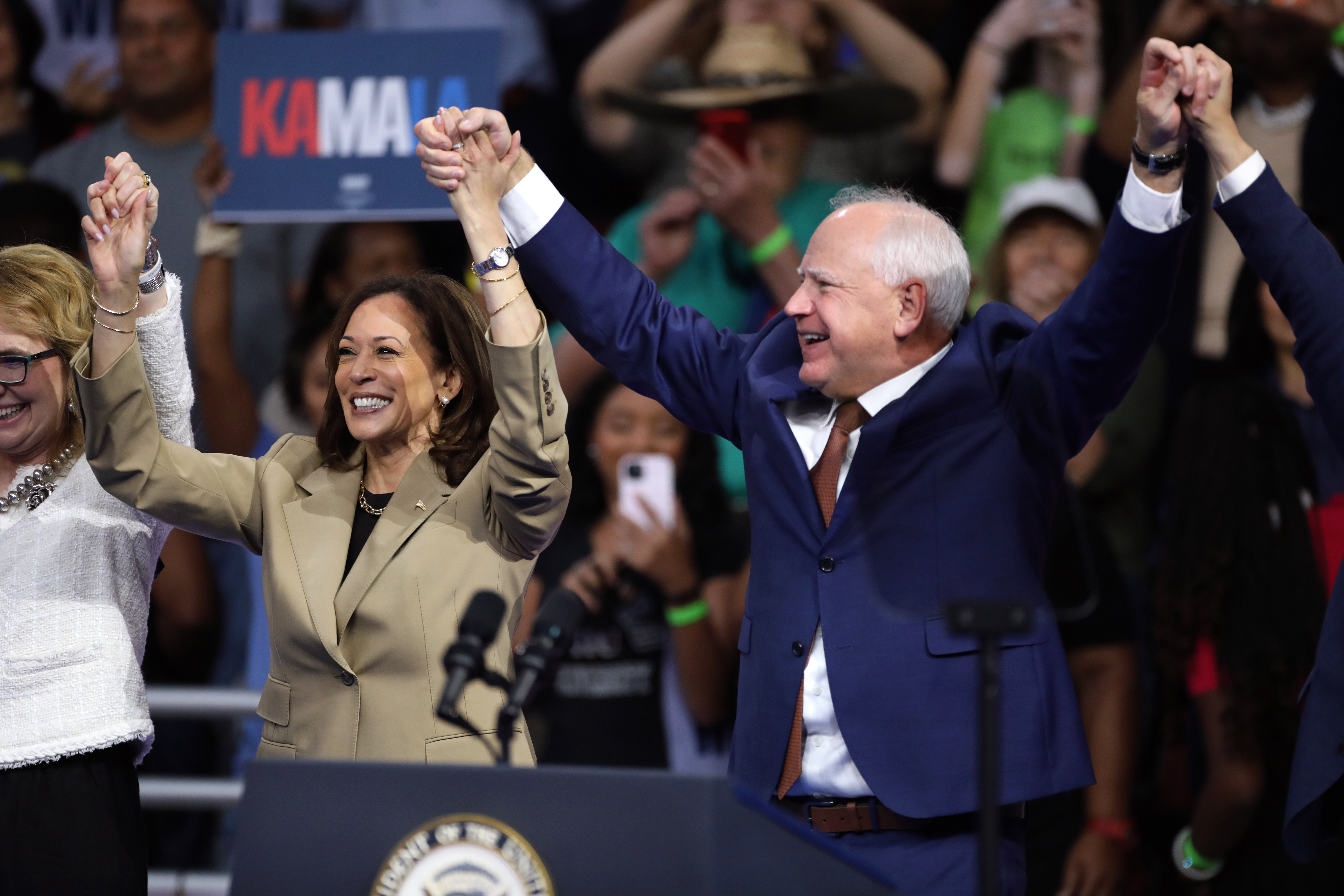
La vice-présidente, Kamala Harris, et son colistier, Tim Walz, en août 2024.

Joe Biden annonce finalement renoncer à sa candidature le 21 juillet 2024 en publiant une lettre sur son compte X où il indique notamment avoir pris cette décision « dans l'intérêt supérieur de [son] parti et du pays ». Il est ainsi le premier président sortant depuis Lyndon B. Johnson en 1968 à se retirer de la course, le premier depuis les années 1800 à se retirer après avoir purgé un seul mandat, et le premier à se retirer après avoir déjà remporté les primaires,. En 1968, le discours de Johnson annonçait à la fois son retrait et l’arrêt des bombardements américains sur le nord du Vietnam qui avaient contribué à son impopularité.
Biden apporte dans la foulée son soutien à la vice-présidente sortante Kamala Harris pour le remplacer comme candidate du Parti démocrate à l'élection de novembre, sans passer par une primaire. Les républicains accusent les démocrates de « truquer leurs propres élections », d'avoir forcé le président à se retirer dans une manœuvre qu'ils comparent à un coup d'État, et proposent d'invoquer le XXVe amendement pour mettre fin au mandat du président sortant si celui-ci est réellement dans l'incapacité de continuer ses fonctions.
Ayant jusqu'au 19 août suivant pour décider de leur nouveau candidat, les démocrates confirment le choix de Harris le 3 août. Sa candidature était largement attendue après les signatures de soutien de la majorité des délégués du parti ainsi que des personnalités de cette famille politique (comme les époux Bill et Hillary Clinton ou Barack et Michelle Obama), en plus de l'actuel président. Trois jours plus tard, la nouvelle candidate démocrate à la présidence annonce avoir choisi Tim Walz, gouverneur du Minnesota, comme colistier pour la vice-présidence,. Josh Shapiro, Pete Buttigieg, Andy Beshear et Mark Kelly étaient également favoris pour le ticket,.

### Parti républicain
| Ticket républicain de 2024              | Ticket républicain de 2024    |
| Donald Trump                            | J. D. Vance                   |
| Président                               | Vice-président                |
| --------------------------------------- | ----------------------------- |
| Portrait de Donald Trump.               | Portrait de J. D. Vance       |
| 45e président des États-Unis(2017-2021) | Sénateur de l’Ohio(2023-2025) |
|                                         |                               |

Dans les rangs du Parti républicain, Donald Trump, président des États-Unis de 2017 à 2021, annonce sa candidature en novembre 2022. Il fait figure de favori des sondages juste après des élections de mi-mandat jugées mitigées pour son camp,.
En février 2023, Nikki Haley annonce sa candidature, étant la première à se lancer face à Trump. Les intentions de vote en sa faveur progressent à mesure que celles du gouverneur de Floride, Ron DeSantis, décroissent.
Dans un premier temps, DeSantis, aisément réélu à son poste de gouverneur en 2022, est perçu comme l'opposant principal de Donald J. Trump, utilisant notamment ses thématiques de campagne. Le gouverneur de Floride voit cependant sa cote s'effriter à partir du début de l'année 2023. Il déclare sa candidature en mai 2023.
Mike Pence, vice-président de Trump ayant pris ses distances avec lui lors de la contestation des résultats de l'élection présidentielle de 2020 et de l'assaut du Capitole, dépose sa candidature en juin 2023. Quatre mois plus tard, en octobre, crédité de faibles scores dans les sondages, il suspend sa campagne.
Le 19 décembre 2023, la Cour suprême du Colorado, dans sa décision Anderson v. Griswold ordonne que Donald Trump ne figure pas parmi les candidats aux primaires dans l'État en raison de son rôle dans l'assaut du Capitole, en vertu du XIVe amendement de la Constitution ; l'ancien président saisit la Cour suprême des États-Unis pour infirmer cette décision. Le 28 décembre, l'ancien président est déclaré inéligible, cette fois dans l'État du Maine, par la secrétaire Shenna Bellows. Le 28 février 2024, une juge de l'État de l’Illinois prend la même mesure en raison de ses agissements lors de l’assaut du Capitole. À l'unanimité, le 4 mars suivant, la Cour suprême des États-Unis rejette la décision de rendre Trump inéligible.

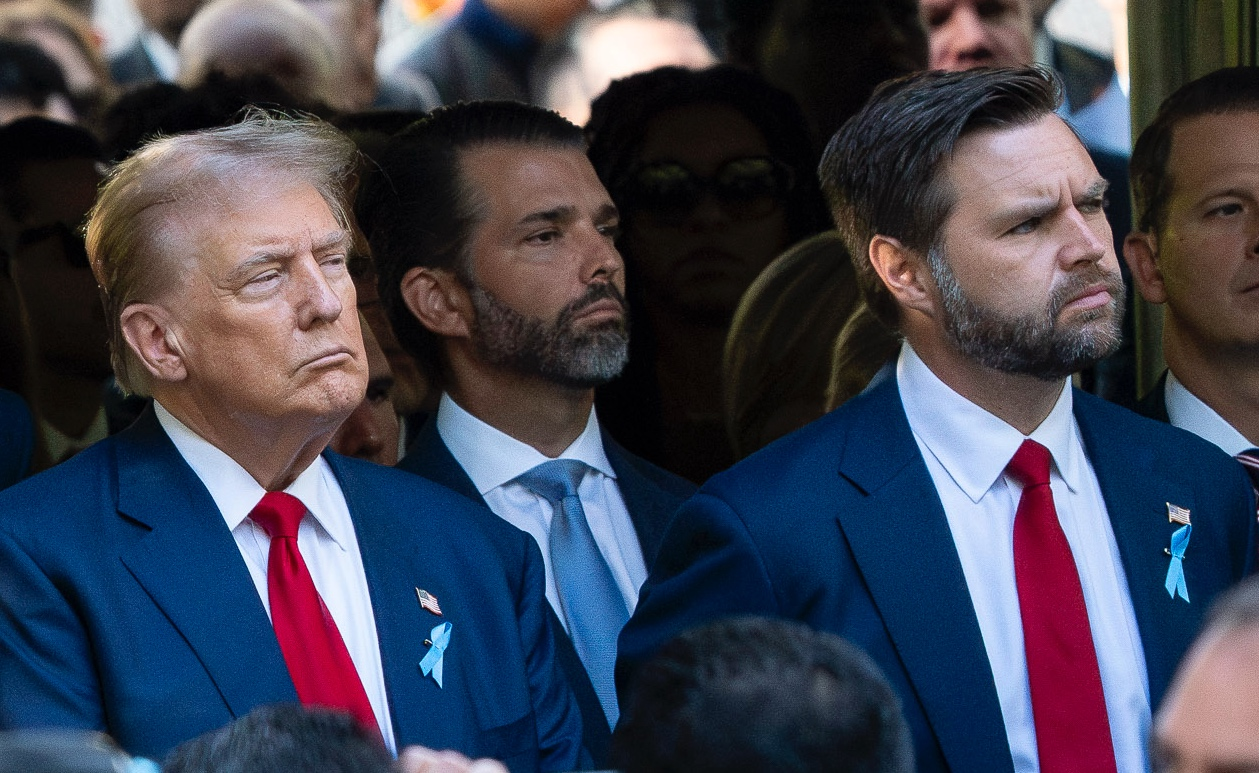
Donald Trump et J. D. Vance lors des commémorations du 11 septembre au mémorial new-yorkais en 2024.

Dès le premier caucus de l'Iowa, Donald Trump remporte la quasi-totalité des États, arrivant nettement en première position. Le 21 janvier 2024, après le caucus de l'Iowa, Ron DeSantis annonce abandonner sa campagne. Le 3 mars, Nikki Haley l'emporte à Washington, D.C., ce qui en fait sa première victoire dans la course au Parti républicain. Mais lors du Super Tuesday (« Super mardi ») du 5 mars, alors qu'elle est davantage soutenue par les indépendants et les démocrates que Donald Trump, elle est battue dans quatorze États sur quinze, ce qui la conduit à retirer sa candidature, sans dans un premier temps apporter son soutien à l'ancien président alors qu'ils étaient initialement une quinzaine de candidats,. Ce dernier reste seul dans la course.
Le 13 juillet, Trump fait l'objet d'une tentative d'assassinat en étant la cible de huit coups de feu dont un qui le blesse à l'oreille ; une personne dans le public est tuée et deux autres sont blessées. L'événement suscite une grande couverture médiatique. La réactivité des services de sécurité ainsi que les mesures de protection du site font l'objet de critiques.
Lors de la convention républicaine organisée à Milwaukee, dans l'État du Wisconsin, deux jours plus tard, Donald J. Trump est officiellement investi comme candidat du parti républicain. À cette occasion, il annonce choisir J. D. Vance pour colistier et candidat à la vice-présidence.

### Tiers partis et candidats indépendants
En avril 2023, Robert Francis Kennedy Jr. déclare sa candidature à l'investiture démocrate. Il est le quatrième membre de la famille Kennedy à être candidat à l'élection présidentielle américaine après son oncle, l'ancien président John Fitzgerald Kennedy, son père Robert Francis Kennedy et son oncle Ted Kennedy. Au début du mois d'octobre, il annonce renoncer à participer aux primaires et se présenter comme candidat indépendant. Le 23 août 2024, il annonce « suspendre » sa campagne et appelle à voter pour Donald Trump.
En juin 2023, le philosophe Cornel West annonce sa participation à l’élection présidentielle avec le People's Party. Il déclare ensuite viser la nomination du Parti vert des États-Unis. En octobre 2023, il annonce finalement se présenter comme candidat indépendant. En août 2024, Cornel West et sa colistière Melina Abdullah sont tous deux disqualifiés et se voient refuser l'entrée sur le bulletin de vote de l'élection présidentielle de 2024 dans le Michigan en raison d'un formulaire notarié incorrectement complété.
Le 26 mai 2024, le Parti libertarien élit Chase Oliver comme candidat, après sept tours et un accord avec Mike ter Maat — l'un des candidats — pour devenir son colistier. Âgé de 39 ans au moment de l'élection, il est le plus jeune candidat et se présente comme « une opportunité en or avec un Donald Trump versus Joe Biden 2.0, les électeurs recherchent quelque chose de différent, et en particulier, les jeunes électeurs cherchent à faire entendre leurs voix ». Il ajoute qu'il souhaite également étendre l'attrait de son parti envers les jeunes électeurs qui cherchent une alternative aux démocrates et aux républicains.

## Campagnes
La campagne électorale se révèle « pleine de rebondissements inouïs », mais souvent « dans une atmosphère d’extrême tension », entrainant « une crainte sourde de violences, alors que Donald Trump a été visé par deux tentatives d’assassinat ».
Cette campagne a débouché sur une participation globalement et en moyenne « plus importante dans les comtés républicains » que démocrates, selon une analyse chiffrée du site Politico. Seulement deux débats sont acceptés par le candidat républicain, l'un avec Biden le 27 juin, l'autre avec Harris le 9 septembre. Le contenu du premier est effacé par l'attention des médias et des réseaux sociaux pour les trous de mémoire de Biden et le second par les propos de Trump affirmant que les immigrés haïtiens de Springfield, une petite ville de l'Ohio, volent chiens et chats de leurs voisins pour les manger, la caméra se déplaçant alors vers Kamala Harris qui pouffe de rire. La capture d'écran d'un faux sondage NBC indiquant que 92 % des électeurs ont jugé Trump vainqueur du débat, inonde alors les réseaux sociaux, mais il s'agit en réalité d'un sondage « non-scientifique », d'une filiale de Fox News, recueilli en cours de débat sans panel représentatif.
Les deux campagnes publicitaires se concentrent massivement sur les trois États-charnières de la région des Grands Lacs, où l'issue se révèle quasiment aussi serrée qu'en 2016 et 2020, au point d'indisposer parfois les électeurs, les démocrates restant soupçonnés de continuer à privilégier dans leurs programmes leurs bastions des côtes Est et Ouest, voire les « establishment » de ces deux régions, d'autant que la campagne du président Joe Biden, issu d'une famille modeste de Pennsylvanie, ne passe pas l'été, malgré son adoubement par les primaires.

### Campagne de Donald Trump
La campagne de Donald Trump, largement concentrée sur la Caroline du Nord, le Michigan et la Pennsylvanie, a « surtout souligné » que les démocrates étaient le « mal incarné, qu'il fallait battre à tout prix », au moment où Kamala Harris avait au contraire « choisi de ne pas nommer son adversaire républicain » dans ses discours. Il a aussi répété « ses thèmes favoris », l'élection « volée de 2020 » et l'immigration, faisant « de l’expulsion de millions d’immigrés illégaux une promesse phare de sa campagne », dans un pays où « une écrasante majorité (80 %) de personnes interrogées a jugé « mauvaise » la gestion de l’immigration » et où une part croissante de l'électorat Latino adhère aux propositions républicaines sur l'immigration.
Il a rappelé que « sous la présidence Biden, le nombre d’entrées illégales à la frontière avec le Mexique a atteint 8 millions, soit trois fois plus que pendant son premier mandat ». Peu avant le scrutin, le Mexique subit la décapitation juste après son investiture du maire de Chilpancingo, capitale du Guerrero, une des six régions concentrant la moitié des 30 000 meurtres liés chaque année au narcotrafic alors que la crise du fentanyl, drogue de synthèse, a tué plus de 100 000 Américains en 2023. Le 7 octobre, date de cette décapitation dramatique, Trump est à 45 % en moyenne dans les sondages contre 49 % à Harris puis entame une progression de deux points et demi en 3 semaines. Il avait aussi bénéficié, un peu avant, du retrait le 22 septembre d'un petit candidat en sa faveur. Plus nette dans le Sud du pays qu'ailleurs, la progression de Trump est particulièrement forte dans les comtés frontaliers du Mexique, où il gagne dans certains jusqu'à 15 points en quatre ans.
Donald Trump a évoqué des droits de douane de « plus de 10 % » sur toutes les importations, afin de financer une « large baisse d'impôts » pour tous les Américains et souhaité faire des États-Unis « la capitale mondiale du bitcoin et des cryptomonnaies ». En politique étrangère, il n'a cessé de dire qu'il réglerait la guerre en Ukraine « en 24 heures » s'il était élu, mais refuse « de s'épancher sur les détails » de ses projets. Ses soutiens ont mis en avant que « les suppressions de taxes et les mesures de dérégulation pour les entreprises » vont « stimuler la croissance et les investissements ». Ils estiment que sa promesse d'accroître la production d’énergie permettra de faire baisser les prix. Son plus gros donateur a été le banquier Timothy Mellon, milliardaire et auteur d'une autobiographie contestée, retirée des rayons de libraires « à la lecture de propos racistes ». Parmi ses autres piliers, le milliardaire Elon Musk, un des hommes les plus riches du monde. Il a apporté plus de 100 millions de dollars aux républicains, comme Richard et Elizabeth Uihlein, ou Miriam Adelson, pour les élections au congrès. Fort d'avoir « l’oreille du grand public » et de « la presse généraliste », il a surtout posté bénévolement « plus de 3 000 tweets au cours du mois précédant » la victoire de Trump. Leur analyse révèle « une propagande politique de grande ampleur ». Entre le 5 octobre et le 5 novembre 2024, il a diffusé en moyenne 101 messages par jour à ses 203,4 millions d’abonnés. En 2020, il « s’était montré bien plus discret ».
Selon le quotidien français Le Monde, « en matière de désinformation », Elon Musk a au cours de cette campagne « surpassé les services de renseignement russes », pour un résultat bien plus efficace que celui de 2020.
Depuis le début de 2024, il a martelé en permanence des fake news, en particulier sur l’idée que les élections sont truquées, ou que les démocrates complotent pour « importer » des immigrés illégaux pour les transformer en électeurs.
Il s'est s’assuré que des influenceurs proches de Trump, comme le présentateur Tucker Carlson, « conservent sur sa plateforme une audience gigantesque ». Il a lancé en Pennsylvanie, l'État-charnière le plus incertain, une loterie d'un million de dollars chaque jour, récompensant un des signataires une pétition reprenant les thèmes de campagne de Trump. En Pennsylvanie et dans le Michigan, des États-clés, où ses structures ont « acheté pour plusieurs centaines de milliers de dollars d’encarts » sur Snapchat, Google, Instagram et Facebook, il a fait diffuser deux vidéos différentes, important toutes les deux le conflit du Moyen-Orient aux USA. La première, dans les quartiers et villes où réside une importante population musulmane, présente Kamala Harris « comme un soutien indéfectible d’Israël ». La seconde, dans les autres villes, parfois voisines, la dépeint comme « dans la poche des Palestiniens ». Des entreprises françaises, y compris publiques, ont elles aussi versé des centaines de milliers de dollars au profit des campagnes américaines, notamment de plusieurs candidats de l’aile la plus extrémiste et conservatrice du parti républicain.

### Campagne de Kamala Harris
La campagne de Harris, de cent jours seulement, conclue par un rassemblement vitrine de 75 000 personnes à Washington, selon son équipe, a été critiquée, notamment en raison de l'appui ostensible de chanteurs et acteurs richissimes. De son côté, la candidate n'a pas réussi à « imprimer sa marque et projeter une autre image que celle d’une vice-présidente longtemps invisible et impopulaire », considérée dans son propre parti comme « trop modérée par les progressistes, ou trop radicale par les modérés ». Résultat, elle est systématiquement dépeinte en « communiste-socialiste-fasciste radicale » par le candidat Trump, qui se moque d'une « femme à chats sans enfant » et dénonce plusieurs positionnements d'avant 2020 : « dépénalisation de toute immigration, mise en place d’une couverture santé publique universelle, interdiction de la fracturation hydraulique », sujet sensible dans les États à l'industrie déclinante des Grands Lacs. Les électeurs qui y ont préféré Donald Trump disent qu'ils « ne veulent plus de promesses, mais des actes », alors qu'elle leur promettait « une offensive, encore mal définie, contre les pratiques abusives des entreprises sur les prix » et de taxer à 28 % les plus-values à long terme pour les ménages gagnant plus d'un million de dollars par an, taux que le président Biden prévoyait lui de fixer à 39,6 %. Elle promet plus généralement de se concentrer sur le « coût de la vie », par des aides en matière d’accès à la santé, notamment", un crédit d'impôt à la naissance, une aide à l'accession à la propriété immobilière et un coup de pouce à la création d'entreprise. La proposition d’annuler une partie de la dette étudiante lui aliène à la fois les conservateurs modérés et les non-diplômés, « au sentiment de relégation prononcé ». Trump, qui courtise cet électorat, progresse de 6 points chez les électeurs gagnant moins de 50 000 dollars par an, contre 4 sans l'ensemble de l'électorat, par rapport à 2020, y obtenant 50 %, comme dans l'ensemble de la population devant les 47 % de Kamala Harris. La démocrate espérait surtout réaliser chez les femmes un score encore plus élevé qu'en 2020, mais c'est un échec, car avec 10 points d’avance seulement chez les femmes, son score « est équivalent à celui obtenu par Biden en 2020 ou Clinton en 2016 », alors qu'elle avait mis « l'accent sur les droits à l'avortement » « dans le sillage de l’annulation de la protection fédérale de l’avortement en 2022 », résultant des nominations à la Cour suprême par Trump pendant son mandat.
En politique étrangère, elle déclare que « beaucoup trop de Palestiniens innocents » sont tués mais refuse de suspendre les livraisons américaines d'armes à Israël, et souhaite maintenir le soutien à l'Ukraine face à la Russie. Les gaffes de Joe Biden la desservent, y compris au sein de l'électorat démocrate, notamment lorsqu'il réagit à la polémique sur Porto Rico, en déclarant que les « seules ordures » sont les « partisans » de Donald Trump, avant de tenter de rectifier maladroitement sur X, dans une élection où trois quarts des électeurs disent avoir « voté principalement pour soutenir leur candidat, et non pas pour s’opposer » à l'autre. Sa campagne apparaît ainsi, notamment sur la côte Est et dans les États du Sud, comme bloquée sur les problématiques datant de 2020 et même 2016, quand le hashtag Calexit inondait Twitter, désormais contrôlé par un proche de Trump, aux côtés de trois autres : protection de l'environnement, contrôle des armes à feu et droits des minorités. Inspirée par des initiatives similaires en Écosse, l'organisation YesCalifornia réclame depuis 2019 un référendum sur l'indépendance de la Californie,, État qui a voté Clinton à 61 % en 2016, et à 63 % Biden en 2020. Trois jours après le scrutin de 2024, Kamala Harris n'y totalisait que 58 %, mais avec seulement 63 % des bulletins dépouillés et toujours un grand nombre de votes par correspondance.
Dans les Grand Lacs, à la démographie vieillissante mais forts à eux seuls de trois États-charnières, le parti démocrate a financé des « spots publicitaires virulents » contre la candidate Jill Stein, accusée de diviser. Plus de deux millions d’électeurs américains ont quand même choisi les « petits » candidats, soit 1,3 % des suffrages, mais nettement moins que l'« avance notable » de 4,9 millions de voix de Trump sur Harris au 6 novembre.

## Sondages et États charnières
Le nombre de sondages donnant l'un ou l'autre gagnant s'est partagé exactement en deux, au sein des 538 publiés. Trump était donné entre 45,7 % et 50,9 %, Kamala Harris entre 46,4 % et 51,6 %, soit un écart entre eux de 0,7 % pour les deux bornes, la haute comme la basse, selon les moyennes des marges d'erreur des sondages publiés dans les sept jours qui ont précédé l'élection,
L'écart final de 1,5%, le plus faible depuis 60 ans, est lui conforme aux sondages du dernier jour et très proche d'eux.
Les états-charnières totalisent 93 grands électeurs. Donald Trump les a tous obtenus et 219 ailleurs. Kamala Harris, qui a obtenu ailleurs la totalité de ses 226, ne pouvait gagner qu'avec au moins 44 des 93, mais a échoué dans les 3 Etats des Grands Lacs qui lui suffisaient à obtenir ces 44, à chaque fois avec des écarts très faibles: entre 0,7% et 1,7% des suffrages et un nombre d'électeurs presque aussi élevé que Biden en 2020 (58000 voix de plus dans le Wisconsin, et seulement 35000 de moins en Pennsylvanie[réf. nécessaire]). Les records de participation de 2020 ont été battus en 2024 dans tous les Etats charnières, sauf le Michigan, le seul des sept où elle ne dépasse pas de dix point la moyenne nationale.
- Les sondages et le résultat final dans les sept États charnière[89] :

| État             | Prévision Harris | Prévision Trump | Écart prévu | Écart final           | Participation | Écart 2020                      | Variation 2024/2020 | Écart 2016          | Variation 2024/2016 | Gds élec |
| Pennsylvanie     | 48,1 %           | 48,2 %          | +0,1 %      | 1,71% (120 266 voix)  | 76,6%         | 1,17 % pour Biden               | 2,88 %              | 0,72 % pour Trump   | 0,99 %              | 19       |
| Michigan         | 48,4 %           | 47,2 %          | -1,2 %      | 1,41 % (80 103 voix)  | 67%           | 2,78 % pour Biden               | 4,19 %              | 0,23 % pour Trump   | 1,18 %              | 15       |
| Wisconsin        | 48,7 %           | 47,7 %          | -1 %        | 0,87 % (29 397 voix)  | 73%           | 0,63 % pour Biden (21 000 voix) | 1,50 %              | 0,77 % pour Trump   | 0,10 %              | 10       |
| Géorgie          | 47,9 %           | 48,9 %          | +1 %        | 2,20 % (115 100 voix) | 72,6%         | 0,23 % pour Biden               | 2,43 %              | 5,13 % pour Trump   | –2,97 %             | 16       |
| Caroline du Nord | 47,7 %           | 48,8 %          | +1,1 %      | 3,21 % (183 046 voix) | 73,7%         | 1,34 % pour Trump               | 1,87 %              | 3,66 % pour Trump   | –0,45%              | 16       |
| Arizona          | 46,9 %           | 49,3 %          | +2,4 %      | 5,53 % (187 382 voix) | 78,5%         | 0,30 % pour Biden               | 5,83 %              | 3,54 % pour Trump   | 1,99 %              | 11       |
| Nevada           | 47,9 %           | 48,5 %          | +0,6 %      | 3,10 % (46 008 voix)  | 72,8%         | 2,39 % pour Biden               | 5,49 %              | 2,42 % pour Clinton | 5,52 %              | 6        |

### Pertinence par rapport au résultat final
Plusieurs jours après le scrutin, Mathieu Gallard, directeur d’études chez Ipsos, avertissait qu'il n’est « pas exclu » qu’à la « fin, Kamala Harris passe en tête, tout comme Hillary Clinton en 2016 », ou finisse presque à égalité comme Kennedy en 1960. Selon cet expert, auteur d'un livre sur le sujet, ce sera encore plus serré, avec les États très démocrates de Washington, Californie et Oregon. Le résultat n’est pas un raz-de-marée républicain, a confirmé Charles Voisin, auteur spécialiste des États-Unis, car Trump n’a gagné aucun des États démocrates, contrairement à nombre de ses prédécesseurs républicains.
Selon Harry Enten, expert en données de CNN, « l’erreur moyenne des sondages avait été de 3,4 points », depuis 1972, dans les états-charnières[réf. nécessaire], et il y avait 60 % de chances qu'un candidat obtienne au moins 300 grands électeurs. Seuls deux présidents n'avaient pas atteint, depuis 1976, au moins 330 électeurs.
Les sondages donnaient 5 états-charnières sur 7 gagnés par Trump, qui en gagné 2 de plus, mais avec un écart inférieur à 2,3 % dans 4 des 7, globalement proches des écarts constatés en 2016, lorsque sa victoire avait été annoncée dès 8 heures du matin le lendemain du scrutin. Biden n'en avait gagné que 6 sur 7 en 2020, Trump aussi en 2016. Les fourchettes de scores prévus convergeaient dans les 7 États clés, rendant possible qu'un candidat en remporte la majorité, avait rappelé le New York Times,. Dans 2 des 7 (Wisconsin, Nevada), Trump a moins de 50 000 voix d'avance. Les deux où il progresse le plus sont les deux Etats frontaliers de l'Arizona (5,83 %) et du Nevada (5,49 %), bien au-dessus de sa progression nationale de 2,95 %, avec dans le Nevada un bond de 5,5 % aussi par rapport à 2016.
Bien qu’ayant un score en augmentation par rapport à 2016 en Géorgie et en Caroline du Nord, sa marge de victoire baisse par rapport à 2016 respectivement de 2,97 % et 0,45% dans ces deux États, Harris maintenant respectivement les 3/4 et  60 % de la progression démocrate en 2020, portée notamment par le vote Noir en Géorgie. Dans les trois Etats des Grands Lacs (Pennsylvanie, Michigan et Wisconsin), ce retour de balancier a la même ampleur modeste que celui dans l'autre sens, de 2020 après 2016.
Avant l'élection, des sondages indiquaient que 20 % des électeurs noirs pourraient voter Trump, ce qui serait « susceptible de faire basculer l’élection », et d'assurer un ainsi un écart significatif pour Trump en Géorgie.
Cela ne s'est pas réalisé, le vote en faveur du républicain perçant plutôt du côté des Hispaniques de sexe masculin, sous-segment où il a progressé de 18 points, d'où ses plus fortes hausses en pourcentage dans l'Arizona et le Nevada, et en voix en Floride et Texas, peuplés de 54,9 millions d'habitants à eux deux. Trump a 13 % de plus qu'Harris dans l'un comme l'autre, soit une avance totale de 3 millions de voix pour les deux (1,427 million en Floride et 1,558 million au Texas). Dans ces deux États, la moyenne des sondages a mal prévu la hausse de Trump, respectivement 6,2 points et 6,5 points, et ce fut le cas aussi pour le vote des Hispaniques à l'échelle nationale.
Plus nette dans le Sud du pays en général qu'ailleurs, la poussée trumpiste est encore plus forte dans les comtés frontaliers du Mexique, comme le comté de Maverick où le candidat républicain progresse de 15 points par rapport à en 2020 pour atteindre 59 % en 2024. Certains comtés « historiquement démocrates » du sud de la Floride ont aussi basculé, comme Miami-Dade, où Trump a gagné « plus de 9 points ».
| État    | Prévision Trump | Prévision Harris | Écart prévu | Écart final | Écart 2020        | Écart 2024/2020 | Écart 2016        | Écart 2024/2016 |
| Texas   | 51,6 %          | 43,9 %           | 7,7 %       | 13,68 %     | 5,58 % pour Trump | 8,10 %          | 8,99 % pour Trump | 4,69 %          |
| Floride | 51,2 %          | 44,6 %           | 6,7 %       | 13,10 %     | 3,36 % pour Trump | 9,74 %          | 1,20 % pour Trump | 11,90 %         |

### L'émergence de l'hypothèse Kamala Harris
Début juillet 2024, CNN dévoile un sondage montrant que Kamala Harris obtiendrait 45 % des intentions de voix, contre 47 % pour son potentiel rival Donald Trump alors que le candidat Joe Biden est lui derrière Donald Trump, avec qui il a été en difficulté lors du premier et seul débat télévisé les réunissant. Parmi les autres sondages retenant pour la première fois l'hypothèse Harris, Ipsos attribue respectivement 42 % et 43 % à Harris et Trump, et un troisième, dans le The Washington Post affirme que Donald Trump devancerait Kamala Harris de 1,5 point, et Joe Biden de 1,9 point. Ces trois sondages ont été réalisés avant la tentative d'assassinat du 13 juillet contre Donald Trump, et ne prennent pas en compte les candidats indépendants. Le 8 juillet, Biden est tombé à 38% alors que l'incertitude sur son remplacement par Harris a brusquement augmenté, ce qui précipite la décision, annoncée le 21 juillet, un peu plus de trois mois seulement avant le scrutin et qui a fait remonter la côte des Démocrates en flèche dès qu'elle est devenue probable, mais seulement temporairement. Donald Trump durcit en effet son discours après l'attentat manqué du 13 juillet, en refusant de s’engager à respecter le principe d’une transition pacifique du pouvoir et en qualifiant ses adversaires d’« ennemis de l’intérieur ». Se voit alors infirmée dans les sondages l’analyse traditionnelle selon laquelle, pour l’emporter, il est indispensable de tendre la main, par propos apaisés, aux électeurs centristes. Mais Donald Trump rattrape surtout son retard dans les sondages au cours des trois dernières semaines d'octobre, après la dramatique décapitation du maire d'une grande ville au Mexique, symbole de pouvoir démesuré occupé par les narco-trafiquants, alors que l'électorat latino de la frontière 
adhère déjà en partie aux propositions de Trump sur l'immigration.

## Vote anticipé
La présidentielle américaine 2024 est marquée par « le poids majeur du vote anticipé », en personne ou par correspondance, qui joue un rôle « déterminant », avec un possible nouveau sommet du taux de participation, porté par 110 millions de votes anticipés, effaçant durablement la chute de dix points de la participation constatée entre 1968 et 1988.
En 2020, un total de 65,64 millions de bulletins de vote avaient été envoyés par voie postale contre 33,5 millions en 2016 et ce chiffre pourrait être dépassé lors du scrutin de 2024, malgré les risques de « difficultés logistiques, en particulier la saturation du service postal », le dépouillement étant de plus long que pour un bulletin classique : « ouverture des enveloppes, vérification de la signature, aplatissement des bulletins et insertion dans les machines à dépouiller ». En 2020, la plupart des médias ont attendu neuf jours pour annoncer le résultat dans le Nevada et en Arizona, six jours ont été nécessaires pour départager les deux candidates au poste de gouverneur.
Une étude du Pew Research Center montre que les démocrates recourant principalement au vote par correspondance, notamment en 2020, année de scrutin tenu « en pleine pandémie de Covid-19 », et les républicains au vote « en personne » les jours précédant le jour J. Ils ont réussi à convaincre beaucoup de leurs électeurs, « qui s’étaient déplacés en 2020 le jour même du scrutin » à la faire les jours précédents, selon la société d’analyse TargetSmart. Trump s’est ainsi félicité du « record historique en matière de vote anticipé ». Il avait au contraire dénigré le vote par correspondance en 2020, mais sans critiquer le vote « en personne » avant le jour J.
- Les choix des électeurs, selon leur mode de vote, en 2020[135] :

| Candidat | Total des électeurs | Vote en personne le jour J | Vote en personne les jours avant | Vote par correspondance |
| Trump    | 47 %                | 65 %                       | 52 %                             | 33 %                    |
| Biden    | 51 %                | 33 %                       | 47 %                             | 65 %                    |

C'est dans la dernière semaine que le vote « en personne » a beaucoup progressé en 2024, le camp républicain s'investissant lui aussi dans le vote anticipé. Il devient populaire dans toutes les classes d'âges « se démocratise », et devient plus particulièrement utilisé par les femmes des États-charnières.
En 2020, le nom du gagnant n'avait été révélé que le 7 novembre, quatre jours après le scrutin, en raison des votes par correspondance, très nombreux dans sept États – Oregon, Utah, Californie, Washington, Colorado, Nevada et Hawaï, qui ont entièrement remplacé le vote physique par la possiblité d'un vote par correspondance.

Nombre d'électeurs ayant déjà voté par anticipation :
| 14 octobre   | 16 octobre | 22 octobre    | 28 octobre  | 31 octobre  | 1er novembre | 3 novembre  | 4 novembre  | Total (estimation) |
| 4,4 millions | 5 millions | 17,6 millions | 32 millions | 57 millions | 72 millions  | 78 millions | 86 millions | 110 millions       |

Dans certains États, de gros investissements ont été réalisés pour éviter les files d'attente de 2020, causées par la participation record de de 159,73 millions de votants, la plus élevée depuis cent vingt ans,. À New York, 90 % des bulletins étaient déjà scannés avant le jour J.
Certains États acceptent les votes par correspondance postés avant le jour J et arrivant après, très nombreux en 2020 du fait d'engorgements des services postaux.
En 2020, année de scrutin tenu « en pleine pandémie de Covid-19 », le seuil de de 17 millions d'électeurs avait été atteint six jours plus tôt qu'en 2024, dès le 16 octobre, essentiellement grâce au vote par correspondance, et au 22 octobre, il était trois fois plus élevé qu'il ne le sera quatre ans après. C'est dans la dernière semaine que le vote « en personne » a beaucoup progressé en 2024, le camp républicain s'investissant lui aussi dans le vote anticipé. Il devient populaire dans toutes les classes d'âges, « se démocratise », et devient plus particulièrement utilisé par les femmes des États-charnières, notamment dans « trois des sept État-pivots où se jouera la victoire finale » : Nevada, Caroline du Nord et Géorgie, ce dernier étant le plus concerné de tous à l'avant-veille du scrutin.
Plus de 101,45 millions d'Américains au total avaient voté de manière anticipée lors de l'élection présidentielle précédente, organisée « en pleine pandémie de Covid-19 », dont 63 % par correspondance et les autres en personne. Un total de 91 millions l'avait déjà fait l'avant-veille du scrutin et 50 millions au 23 octobre 2020, dont 70 % par correspondance.

## Vote populaire
Le soir du scrutin, Trump revendique « une victoire écrasante » et « la plus incroyable que les États-Unis aient connue », après avoir promis « un raz-de-marée monumental » lors de  la convention républicaine puis lors de son premier meeting. New York Times, Washington Post et l'Associated Press préfèrent parler de victoire « retentissante », sa porte-parole Karoline Leavitt les accuse de déni de vérité. L'idée de "raz-de-marée" Trump,,,,, et de déroute ou débâcle de Harris,,,, est ainsi largement reprise.
Plusieurs services de fact checking tempèrent cependant cet enthousiasme : celui de TF1 rappelle que Trump « est derrière la majorité des anciens présidents », qui avaient obtenu des scores plus importants dans le vote populaire, celui de Ouest-France reconnaissant une victoire « nette » et « annoncée rapidement », mais « sans être écrasante », et l'AFP notant qu'il « ne s’agit pas d’un raz-de-marée », le président élu ne réunissant « guère plus de voix qu’en 2020 », malgré son « grand chelem » dans les États-charnières. Europe1 salue « un écart assez notable » de 301 grands électeurs contre 226 pour Kamala Harris mais le service fact checking de France Info rappelle que plusieurs présidents avaient remporté tous les États, sauf deux » (parmi lesquels Franklin Delano Roosevelt, Richard Nixon, ou Ronald Reagan), Trump n'obtenant que 49,9 % des voix et un écart de seulement 1,47 point, plus vu depuis 1968 et le quatrième plus faible depuis 1900, faisant nettement « moins bien que Barack Obama en 2008 et 2012 » ou que « Bill Clinton en 1992 et 1996 » ou encore « beaucoup moins bien » que Ronald Reagan en 1980 et 1984. Il est ainsi sous les 50 %,,,.
La part des votes de Trump a chuté en dessous de 50 %, alors que le décompte se poursuivait" montrant une compétition "beaucoup plus serrée que ce que lui et ses alliés suggèrent", a observé la BBC. Selon Chris Jackson, vice-président du cabinet d’enquête Ipsos, « alors que Trump suggérait des victoires écrasantes, il a en fait gagné de quelques centaines de milliers de votes dans des domaines clés » et il aurait suffi que 115 000 électeurs de Trump passent dans le camp de Harris dans chacun des États-charnières (Michigan, Pennsylvanie et Wisconsin) pour lui donner assez de grands électeurs pour gagner la présidence.
Treize jours après le scrutin, Kamala Harris était passée de 67 à 75 millions de voix et l'avance de Donald Trump revenue à environ 2,5 millions de voix, contre environ 5 millions le surlendemain du vote,. Le dépouillement des votes par correspondance, mode d'expression privilégié par l'électorat démocrate, a permis à la candidate battue de réduire l'écart, pour revenir à un niveau très proche de celui prévu par le statisticien Nate Silver, qui tablait sur 157 millions de bulletins exprimés au final, contre 158,2 millions en 2020, et 49,8 % pour Trump contre 48,3 % pour Harris soit un écart de 1,5 point seulement, le plus faible en 60 ans de présidentielles américaines. Ses 312 grands électeurs sont plus nombreux que les 306 de Joe Biden et ceux de George W. Bush en 2000 et 2004 mais surtout très en deçà des 365 de Barack Obama en 2008 ou des 525 de Ronald Reagan en 1984.
Ce faible écart est assorti d'un « résultat très décevant » au Sénat pour les Républicains qui risquent de plus de voir « se réduire un peu plus » leur « majorité déjà étriquée » à la Chambre des représentants. Cette majorité « sera dans tous les cas bien plus faible qu'en 2016 » et pourrait même être plus faible aussi qu'en 2022. Comme en 2016, Trump obtient la majorité dans les deux chambres du congrès, mais aussi étroite qu'en 2016 au Sénat, malgré un gain de 4 sièges sur le scrutin de mi-mandat de 2022, mais d'un seul siège sur les 5 en jeu dans les « États-charnières ». Le Sénat américain est renouvelé par tiers à chaque élection et le millésime 2024 s'annonçait plus prometteur car comportant 20 sortants démocrates, deux fois plus que de républicains. La majorité de Donald Trump sera plus étroite encore à la Chambre des représentants, où la courte avance de 9 sièges acquise dès le scrutin de mi-mandat en 2022, ne semblait plus pouvoir s'accroître huit jours après le scrutin, très loin des 52 sièges d'avance des Républicains en 2016.
Dès l'élection de 2016, les chiffres du vote populaire avaient beaucoup évolué pendant deux semaines suivant le scrutin du 8 novembre. Le 24 novembre, « l'écart de 2 millions de voix » en faveur de Clinton est jugé « incroyable » par Le Monde, car elle « n’a pas gagné l’élection, ce qui relance les soupçons de fraude et les critiques du système électoral ». Cet écart sera même au final de 3 millions de voix, à la fin novembre 2016, six fois celui observé en faveur du candidat battu Al Gore en 2000.
Lors de l'élection de 2020, Le Monde du 5 novembre 2020 avait d'abord constaté que Biden bénéficie d'un écart « de plus de 3,3 millions de bulletins de vote sur son adversaire » grâce à près de 70 millions de voix. La presse avait découvert une semaine après qu'il en a en réalité obtenu dix millions de plus, soit au total 80 millions, pulvérisant le record précédent, les 69 millions d'Obama en 2008, lui aussi dépassé par Trump. Biden obtiendra en fait au total, encore une semaine après, plus de 81,3 millions de voix, 12 millions de plus que décompté le surlendemain du scrutin, et un un écart de plus de 7 millions avec Trump, plus de deux fois plus que l'écart de 2016 en défaveur de ce dernier, qui contestera cependant la victoire de Biden en parlant de fraude à grande échelle juste après et au cours des quatre années suivantes. Les dépouillements des deux semaines après le scrutin de 2020, freinés car souvent contestés par Trump en justice, mais finalement sans succès, ont apporté aux deux candidats près de 16 millions de voix de plus, à eux deux, que d'abord décompté, soit 10 % du total des suffrages exprimés. Biden a capté la plus grande partie de ce surcroît de votes car deux-tiers des votes par correspondance, plus longs à dépouiller, sont faits par des démocrates, les électeurs républicains leur préférant le vote anticipé, que Trump leur recommande de privilégier depuis 2016, selon une étude du Pew Research Center.

## Craintes vis-à-vis de la reconnaissance des résultats
Comme en 2020, le vote anticipé prend des proportions considérables, sur fond de sondages serrés dans les sept États-charnières. En 2020, Trump était donné vainqueur au lendemain du scrutin dans plusieurs États clés qu'il a finalement perdus, les résultats des dépouillements des votes anticipés dans les grandes villes venant ensuite inverser ceux totalisés sur la moitié ou les trois quarts de l'État mais essentiellement issues des comtés ruraux. Selon la BBC, les délais de dépouillement des votes par correspondance dans les États-charnières de l'Arizona et du Nevada seront longs, avec respectivement 4 et 13 jours.
Donald Trump affiche sa réticence à reconnaître une éventuelle défaite, laissant craindre des violences du type de celles constatées et sanctionnées, qui avaient causé cinq morts dont celle d'un policier, et une centaine de blessés après l'élection précédente, pour laquelle il « n'a jamais accepté sa défaite face à Joe Biden ». Dès le 2 mai 2024, il refuse de s'engager à reconnaître les résultats et se montre évasif sur « la possibilité de violences politiques ». Une partie des observateurs craignent en particulier qu'il « annonce sa victoire de façon précipitée, sans aucun élément crédible » pour soutenir cette revendication. Le niveau de sécurité est renforcé dans une partie des bureaux de vote des États-charnières, comme en Arizona, où sont installées des « grilles pour protéger les électeurs ». Le 16 octobre, un sondage montre que 19 % des républicains pensent que Trump devrait contester les résultats en cas de défaite et « chercher à prendre le pouvoir par tous les moyens ».

## Ingérences étrangères
En septembre 2024, les autorités américaines indiquent que des documents de campagne de Donald Trump « volés » ont été envoyés à l'équipe Biden, avant que celui-ci ne se retire de la course à la Maison-Blanche, par des hackers iraniens.
Selon le Washington Post, les tentatives russes pour influer sur l'élection américaine en faveur de Donald Trump augmentent, comme la désinformation envers Kamala Harris ou sur l'immigration. L'allégation que des influenceurs de l'extrême droite américaine auraient été payés par des médias russes pour diffuser des mensonges à propos des immigrés haïtiens qui mangeraient des animaux domestiques n'a pas mis fin au phénomène. Il en va de même pour les copies de sites de médias américains saisis par le gouvernement, ce qui n'aurait pas ralenti cette opération.

## Résultats
| Candidats               | Candidats               | Colisitiers             | Partis                                    | Vote populaire | Vote populaire | Grands électeurs | Grands électeurs |
| Candidats               | Candidats               | Colisitiers             | Partis                                    | Voix           | %              | Voix             | %                |
| ----------------------- | ----------------------- | ----------------------- | ----------------------------------------- | -------------- | -------------- | ---------------- | ---------------- |
|                         | Donald Trump            | J. D. Vance             | Parti républicain                         | 77 302 580     | 49,80          | 312              | 57,99            |
|                         | Kamala Harris           | Tim Walz                | Parti démocrate                           | 75 017 613     | 48,32          | 226              | 42,01            |
|                         | Jill Stein              | Butch Ware              | Parti vert                                | 862 049        | 0,56           | 0                | 0,00             |
|                         | Robert Kennedy          | Nicole Shanahan         | Indépendant                               | 756 393        | 0,49           | 0                | 0,00             |
|                         | Chase Oliver            | Mike ter Maat           | Parti libertarien                         | 650 126        | 0,42           | 0                | 0,00             |
|                         | Claudia de la Cruz      | Karina Garcia           | Parti pour le socialisme et la libération | 166 175        | 0,11           | 0                | 0,00             |
|                         | Cornel West             | Melina Abdullah         | Indépendant                               | 82 644         | 0,05           | 0                | 0,00             |
|                         | Peter Sonski            | Lauren Onak             | Parti de la solidarité américaine         | 44 000         | 0,03           | 0                | 0,00             |
|                         | Randall Terry           | Stephen Broden          | Parti de la Constitution                  | 41 294         | 0,03           | 0                | 0,00             |
|                         | Autres candidats        | Autres candidats        | Autres candidats                          |                |                | 0                | 0,00             |
|                         | Aucun d'entre eux       | Aucun d'entre eux       | Aucun d'entre eux                         | 19 625         | 0,01           | 0                | 0,00             |
|                         | Candidat par écrit      | Candidat par écrit      | Candidat par écrit                        | 210 381        | 0,14           | 0                | 0,00             |
|                         |                         |                         |                                           |                |                |                  |                  |
| Total                   | Total                   | Total                   | Total                                     | 156 302 318    | 100            | 538              | 100              |
| Abstention              |                         |                         |                                           |                |                |                  |                  |
| Inscrits/ participation | Inscrits/ participation | Inscrits/ participation | Inscrits/ participation                   | 245 741 673    |                |                  |                  |

## Participation
La participation est la deuxième plus forte depuis 1900, à 65 % selon l'Associated Press, proche du record de 2020 (67 %). La population totale du pays a progressé entre 2020 et 2023 (dernier recensement intermédiaire), mais l'immigration y a contribué largement. Les décomptes début décembre 2024 faisaient état de 155,24 millions de votants, une baisse de seulement 2,03% sur les 158,42 millions de 2020.
Les voix des deux principaux candidats, 77,28 millions pour Trump et 75,06 millions pour Harris, totalisent 152,3 millions, contre 155,5 millions en 2020, une baisse de seulement 2 %.
Mais ce total a chuté de 12 % en Californie, de 7,2 % pour l'État de New York et de 7,9 % pour l'Illinois, où sont situées les mégalopoles de Los Angeles, New-York et Chicago, les trois grands Etats où la forte majorité démocrate ne laissait aucun suspense, créant une démobilisation massive de cet électorat.
La mobilisation trumpiste a joué dans l'élection de Trump un rôle beaucoup moins important que cette démobilisation de l'électorat démocrate par rapport à 2020, a estimé Chris Jackson, vice-président du cabinet d’enquête Ipsos. Cette démobilisation est cependant relative car beaucoup moins nette dans les autres Etats, d'autant que 2020 avait vu la plus forte participation depuis 1900.
Dans les sept États-charnières au contraire, la participation a été beaucoup plus forte que dans les autres et même plus forte qu'en 2020 dans chacun des sept. Même la candidate démocrate y progresse par rapport à 2020, globalement sur les sept, et dans six des sept. L'enjeu y était important, les sondages donnant cinq de ces sept États gagnés par Trump, mais avec de faibles écarts, selon l'agrégateur indépendant et statisticien Nate Silver, les même sondages donnant une très légère avance à Kamala Harris dans le vote populaire à l'échelle de tout le pays.
Dans les trois États des Grands Lacs que Trump avait gagnés en 2016, Trump et Harris progressent tous les deux en voix. Malgré un investissement financier plus important qu'en 2016, l'écart en faveur de Trump y est en moyenne le même qu'en 2016 et en ligne avec celui de l'ensemble du pays. En 2016, il avait au contraire fait dans les trois fait un bien meilleur score qu'à l'échelle nationale et que sa rivale Hillary Clinton y avait perdu énormément de voix.
Sur l'ensemble du pays, les deux États où Trump progresse le plus en voix sont le Texas et la Floride, avec gain d'un demi-million pour l'ensemble des deux. Il réalise ses autres meilleures progressions dans les autres « États de la ceinture du soleil » : Arizona, Géorgie, Nevada et Caroline du Nord et améliore aussi nettement son score, en pourcentage, en Californie, grâce aux deux millions de voix perdues par les démocrates dans cet État.

### Participation dans les États les plus peuplés
Les États les plus peuplés du pays dits « sans suspense », car très largement dominés par un camp ou l'autre, ont totalisé moins du tiers de tous les votants. Mais l'écart en voix en faveur de Trump y a progressé de 5,3 millions de voix en quatre ans, alors qu'il ne l'a emporté que de 2,28 millions de voix sur l'ensemble du pays.
La baisse du nombre de voix démocrate par rapport à 2020 y totalise 4,333 millions, plus des deux-tiers des 6,2 millions de voix démocrates perdues par rapport à 2020 à l'échelle du pays, alors qu'ils pèsent moins du tiers de l'électorat de tout le pays. Ces 4,333 millions de voix perdues en quatre ans représentent aussi près de deux fois l'écart final de 2,28 millions de voix à l'échelle de tout le pays.
Compte tenu des très bons résultats de Trump en Floride et au Texas, où il gagne près d'un million de voix, ces cinq États « sans suspense » ont contribué à hauteur de 5,317 millions de voix à l'écart final en faveur de Trump, ce qui signifie que les 45 autres États ont contribué à hauteur de 3 millions de voix dans l'autre sens.
Les cinq États où la démobilisation démocrate a été la plus nette en 2024 :
- Californie : moins 1,987 million
- Texas : moins 0,451 million
- Floride : moins 0,614 million
- État de New York : moins 0,848 million
- Illinois : moins 0,433 million

| État                                  | Californie                      | Texas                  | Floride                       | État de New York             | Illinois                     |
| Total Biden-Trump 2020                | 17,116 millions                 | 11,149 millions        | 10,962 millions               | 8,475 millions               | 5,918 millions               |
| Total Trump-Harris 2024               | 15,061 millions.                | 11,181 millions        | 10,793 millions               | 7,865 millions               | 5,451 millions               |
| Variation 2024/2020 du total des deux | moins 2,055 millions (-12,00 %) | 0,032 million (-0,3 %) | moins 0,169 million (-1,54 %) | moins 0,610 million (-7,2 %) | moins 0,466 million (-7,9 %) |
| Variation de la population 2023/2020  | -1,45 %                         | +4,66 %                | +4,98 %                       | -3,12 %                      | -2,05 %                      |

Selon des chiffres préliminaires, les démocrates auraient reculé d’environ 1,45 million de voix rien que dans les dix comtés les plus peuplés, tous remportés en 2020 et qui ont en commun d’avoir une population hispanique importante. Trump y aurait recueilli environ 0,59 million de voix supplémentaires, arrivant en tête dans trois : Maricopa (Arizona), Miami-Dade (Floride) et Riverside (Californie). La part de la population hispanique est de 68,7 % à Miami-Dade et 49,7 % à Riverside.
| Etat                                               | Californie          | Texas               | Floride             | Etat de New-York    | Illinois            | Total des 5          |
| Total Biden 2020[réf. nécessaire]                  | 11,110 millions     | 5,259 millions      | 5,297 millions      | 5,244 millions      | 3,471 millions      | 30,381 millions      |
| Total Trump 2020                                   | 6,006 millions      | 5,890 millions      | 5,668 millions      | 3,251 millions      | 2,446 millions      | 23,261 millions      |
| Écart Biden-Trump 2020                             | 5,104 millions      | 0,610 million       | 0,371 million       | 1,996 million       | 1,021 million       | 7,120 millions       |
| Total Trump 2024                                   | 5,938 millions      | 6,375 millions      | 6,110 millions      | 3,471 millions      | 2,440 millions      | 24,334 millions      |
| Variation Trump 2024                               | moins 0,068 million | 0,485 million       | 0,442 million       | 0,220 million       | 0,006 million       | 1,086 millions       |
| Total Harris 2024                                  | 9,123 millions      | 4,808 millions      | 4,683 millions      | 4,396 millions      | 3,038 millions      | 26,048 millions      |
| Variation Harris 2024                              | moins 1,987 million | moins 0,451 million | moins 0,614 million | moins 0,848 million | moins 0,433 million | moins 4,333 millions |
| Variation de la population 2023/2020               | -1,45 %             | +4,66 %             | +4,98 %             | -3,12 %             | -2,05 %             | NC                   |
| Écart Trump-Harris 2024                            | 3,185 millions H    | 1,367 million T     | 1,427 million T     | 0,825 million H     | 0,598 millions H    | 1,814 millions H     |
| Contribution 2024 à l'écart pour Trump versus 2020 | 1,91 million        | 0,757 million       | 1,056 million       | 1,171 million       | 0,423 million       | 5,317 millions       |

### Participation dans les sept États-charnières
Les États-charnières ont eu comme prévu des scores légèrement favorables à Trump, les écarts les plus serrés en voix étant le Wisconsin (20 000 voix), le Nevada (46 000 voix), et le Michigan (80 000 voix).
Dans six des sept, le total des voix des deux candidats a progressé par rapport à la présidentielle de 2020, alors que la participation était déjà en 2020 supérieure à 70 % dans six sur sept et dans le septième proche des 66,6 % de participation nationale. L'Arizona, où la participation était proche de 80 % en 2020, est le seul des sept où le total des voix des deux candidats a très légèrement diminué, d'environ 19 000 voix.
Trump progresse en voix dans chacun des sept avec un gain total de 0,854 million de voix sur les sept. Kamala Harris y progresse aussi en voix, avec un gain total de 0,038 million de voix sur les sept. Elle progresse dans cinq des sept, mais baisse très légèrement dans le Michigan, ce qui a été attribué à une partie des 4 % d'électeurs réputés de confession musulmane, et dans l'Arizona, l'État du pays qui avait connu en 2020 la plus forte participation (80 %) mais aussi les plus fortes tensions post-électorales.
| État             | Participation 2024 | Total 2020 Biden-Trump                    | Total 2024 Trump-Harris | Variation du Total  | Trump 2020 | Trump 2024     | Variation Trump | Biden 2020 | Harris 2024    | Variation Harris, | Avance de Trump en 2024 |
| Pennsylvanie     | 76,6 %             | 6,835 (76 % de participation)             | 6,962 millions          | plus 0,126 million  | 3,377      | 3,542          | plus 0,165      | 3,458      | 3,422          | moins, 0,036      | 0,120 (1,71 %)          |
| Michigan         | 67 %               | 5,453 millions (71 % de participation)    | 5,555 millions          | plus 0,102 million  | 2,649      | 3,818          | plus 0,169      | 2,804      | 2,736          | moins 0,068       | 0,080 (1,41 %)          |
| Caroline du Nord | 73,7 %             | 5,443 millions (77,4 % de participation)  | 5,614 millions          | plus 0,171 million  | 2,758      | 2,898 (50,9 %) | plus 0,140      | 2,684      | 2,715 47,6 %)  | plus 0,031        | 0,183 (3,21 %)          |
| Arizona          | 78,5 %             | 3,334 (79,9 % de participation)           | 3,353 millions          | moins 0,019 million | 1,661      | 1,770 (52,2 %) | plus 0,109      | 1,672      | 1,582 (46,7 %) | moins 0,090       | 0,188 (5,51 %)          |
| Géorgie          | 72,6 %             | 4,935 millions (66,2 % de participation)  | 5,211 millions          | plus 0,286 million  | 2,461      | 2,663          | plus 0,202      | 2,473      | 2,548          | plus 0,65         | 0,115 (2,2 %)           |
| Nevada           | 72,8 %             | 1,373 (78,22 % de participation)          | 1,462 millions          | plus 0,089 million  | 0,669      | 0,751          | plus 0,088      | 0,703      | 0,705          | plus 0,002        | 0,046 (3,11 %)          |
| Wisconsin        | 76,4 %             | 3,241 millions (72,30 % de participation) | 3,365 millions          | plus 0,125 million  | 1,610      | 1,697          | plus 0,087      | 1,630      | 1,668          | plus 0,038        | 0,020 (0,76 %)          |

## Analyse

### Victoire de Donald Trump

Répartition des grands électeurs par États.

Résultats par comtés
Républicains en rouge, Démocrates en bleu.

Donald Trump devient le deuxième président de l'histoire des États-Unis à obtenir un second mandat non consécutif, cent trente ans après Grover Cleveland, au pouvoir de 1885 à 1889 puis de 1893 à 1897. Les sondages ayant dans un premier temps été légèrement favorables à Kamala Harris, puis Trump a gagné 2,5 points entre le 7 et le 31 octobre, les deux candidats se retrouvant « au coude-à-coude » les derniers jours de la campagne.
Il emporte finalement chacun des sept États-charnières susceptibles de faire pencher le résultat dans un camp ou l'autre, Arizona, Caroline du Nord, Géorgie, Michigan, Nevada, Pennsylvanie, Wisconsin, un de plus qu'en 2016 et que Biden en 2020,,,.
Avec 49,79 % contre 48,32 % à Kamala Harris, Donald Trump gagne par le plus faible écart (1,47%) depuis soixante ans dans le vote populaire. Ce dernier lui ayant fait défaut lors de sa première élection en 2016,, c'est la première majorité d'un Républicain au vote populaire depuis 2004, année de la réélection de Georges W. Bush, le précédent président républicain, à qui cette majorité du vote populaire avait aussi fait défaut à sa première élection.
Trump a bénéficié de la même mobilisation de son électorat qu'en 2020, contrairement aux démocrates, qui ont principalement reculé dans deux grands États du Sud, la Floride et le Texas, mais aussi dans d'autres Etats frontaliers. «Les électeurs, tous partis confondus, ont viré à droite sur la question de l'immigration. Ils ont reproché à Biden et Harris de ne pas avoir réussi à contrôler la frontière chaotique», a résumé le New York Times. Historiquement favorable aux démocrates, le vote des latinos a nettement augmenté en faveur du républicain, qui en obtient 45 % contre 32 % en 2020,, ce qui est notamment illustré par le fait que l'Arizona et le Nevada les deux États-charnière où Trump a le plus progressé, ou son arrivée en tête dans le comté texan de Starr, peuplé à 97 % d'hispaniques, ex bastion du parti démocrate, pour lequel la population votait sans discontinuer depuis 1896,. Plus nette dans le sud du pays qu'ailleurs, la progression de Trump est particulièrement forte dans les comtés frontaliers du Mexique, et certains comtés « historiquement démocrates » du sud de la Floride comme le Comté de Miami-Dade et ses 2,71 millions d'habitants, où il a pris « plus de 9 points ». Kamala Harris avait effectué un déplacement à la frontière entre les États-Unis et le Mexique où elle avait détaillé sa volonté d'embaucher des milliers de policiers, douaniers et de magistrats, mais aussi d'acheter plus d'équipements de détection du fentanyl, une drogue opiacée de synthèse importée du Mexique qui tue chaque année des dizaines de milliers d'Américains. Le 6 novembre, Google a constaté que les demandes de définition du terme « wokisme » ont battu des records. Publié trois jours après le scrutin, un large sondage sortie des urnes de l’institut américain Blueprint, proche du camp démocrate, a montré que la supposée "trop grande attention de Kamala Harris" aux "questions culturelles, telles que la transidentité, plutôt qu’aux intérêts de la classe moyenne" est arrivé en 3ème position après l’inflation et l’immigration dans les motivations du vote Trump, avec 17 % des électeurs interrogés qui ont coché cette case et près d'un quart pour ceux qui étaient restés indécis jusqu'aux derniers jours.
Cependant, Kamala Harris n’a "jamais mis en avant le fait qu’elle était une femme ou noire" et s’est "tenue loin de ce type de discours et de mobilisations", selon une enquête de vérification des faits de Libération, et "gommé toute référence" au wokisme, selon le quotidien Le Monde. La motivation des électeurs de Trump viendrait plutôt du fait que leur candidat "a martelé en permanence et mené une campagne ouvertement antiwoke, à coups de spots publicitaires transphobes associant Harris à la lutte pour les droits des personnes trans", en dépensant 65 millions de dollars en publicités sur ce thème, Trump ayant lui-même "agité le spectre d’un changement de sexe à l’école", de manière brutale et sans consulter les parents des enfants. La candidate démocrate avait pourtant recentré son Parti sur "l'abandon du wokisme" et le "soutien à la classe moyenne" avait pourtant titré dès août 2024 le quotidien Le Figaro et évité soigneusement d'aborder les questions de race et de genre dans ses discours, avait analysé en septembre dans Le Point Nicole Bacharan, historienne et politologue spécialiste des États-Unis. Mais même si elle n'a "heureusement pas du tout mené une campagne woke", selon le constat de la philosophe Susan Neiman, dans Philosophie magazine, une partie des électeurs de Trump ont eu cette perception.
Auréolé de son image d'homme d'affaires, Trump aurait bénéficié d'une campagne axée sur l'économie, l'inflation et l'immigration, avec une nette influence de cette première, alimentée par le mécontentement de la population face à la nette hausse de l'inflation ayant fait grimper de 20 % les prix à la consommation sous le mandat de Joe Biden,. Sa percée électorale chez les « Latinos » est particulièrement forte dans les zones frontalières avec le Mexique, où un demi-millions de personnes ont été tuées par les « Narcos » en deux décennies, dans de nombreux cantons du Texas et du Nouveau-Mexique, mais aussi dans la région de Miami, terre d'immigration. Chez les personnes gagnant moins de 50000 dollars par an, il a trois points de plus que Kamala Harris, le même écart que dans le reste de la population et qu'en 2016, alors que cette catégorie avait un peu plus voté démocrate en 2020.
Sa victoire est par ailleurs confortée par celle des républicains au Sénat, où ils gagnent 4 sièges, pour y totaliser 53 sièges sur 100, ce qui lui assure notamment le contrôle des éventuelles nominations de nouveaux juges à la Cour suprême, en cas de vacance d'un ou plusieurs sièges au cours de son mandat,.
Cinq jours après le scrutin, il totalisait cependant environ le même nombre de voix qu'en 2020, malgré la mobilisation globale plus forte dans les districts républicains, qui contraste avec la désaffection dans le camp démocrate, dont les dirigeants sont critiqués pour avoir cédé au « puissant biais de confirmation » consistant à rechercher dans chaque « outrance » ou « incohérence » de Trump la « confirmation de son extrémisme », et spéculer ainsi sur un « rejet massif », en oubliant son score très honorable de 2020, d'autant que s'était produit depuis l'assaut du capitole, pour lequel Trump a réclamé une amnistie.

### Causes de l'échec démocrate
La candidate démocrate ne parvient pas à reproduire la victoire de Joe Biden quatre ans plus tôt. Les démocrates perdent aussi 4 sièges au Sénat.
Peu connue, Kamala Harris aurait souffert d'une « campagne de substitution » organisée dans la précipitation après le retrait fin juillet de Joe Biden, ce qui vaut à ce dernier des critiques pour sa tentative de se représenter à un âge — 81 ans — trop avancé,. Prévisible depuis les moments de perdition de Biden lors du premier débat de la campagne le 27 juin, son remplacement a pris près d'un mois. « Catastrophique », l'épisode a pu installer finalement « l’idée, bien au-delà des cercles trumpistes, d’une dissimulation de son état par son entourage, avec la complicité des médias ». Cette thèse est reprise par plusieurs essais journalistiques en 2025. En renonçant à organiser rapidement « une compétition entre prétendants, retransmise à la télévision », le parti démocrate a de plus permis à Donald Trump de dépeindre Kamala Harris « en figure illégitime, désignée par personne, ayant profité d’un putsch contre le président en exercice ».
Mettant en avant les 16 millions d’emplois créés depuis 2021 et les « investissements massifs dans les infrastructures et les secteurs stratégiques », elle opte dans la précipitation pour « une campagne centriste aseptisée », tentant de « séduire les conservateurs modérés et les indépendants ». En tentant de gagner des ralliements à droite, la candidate commet l'erreur de s’afficher avec une ex-républicaine, la fille de Dick Cheney, vice-président de l’ère George W. Bush, personnage « honni », qui « a symbolisé les guerres sans fin au Moyen-Orient ».
Elle aurait négligé les thèmes économiques et migratoires, peinant ainsi à convaincre un électorat ayant fait de ces deux questions leurs principales préoccupations,. En perdant de vue les intérêts des classes populaires au profit de ceux des groupes identitaires, sa campagne ne serait pas parvenue à concilier une attaque efficace à l'encontre de Donald Trump et une réponse à apporter aux électeurs mécontents de la présidence Biden. La candidate est notamment critiquée par le sénateur Bernie Sanders, candidat malheureux aux primaires démocrates de 2016 et 2020, qui fait campagne de longue date sur la défense des travailleurs et estime que Kamala Harris les a « abandonnés ».
Sa position sur le conflit à Gaza l'aurait par ailleurs, et à moindre échelle, privée d'une partie de la frange la plus à gauche de l’électorat démocrate — favorable à la cause palestinienne — et de la minorité arabe américaine présente en particulier au Michigan, dont 4 % de la population est musulmane, et où la candidate écologiste Jill Stein a fait un score à deux chiffres dans un des districts (mais son score demeure très faible dans l'ensemble de l'État). La candidate payerait ainsi, dans ce district mais aussi ailleurs, le prix de son refus de se démarquer de la position de soutien à Israël du président sortant,.

### Motivation de l'électorat
- Motivation générale de vote[221]

| Principale motivation de vote  | Élection de 2020 | Élection de 2024 |
| Vote en faveur d'un candidat   | 62 %             | 71 %             |
| Vote contre le candidat opposé | 37 %             | 28 %             |

- Motivation particulières de vote[221]

L'immigration est la motivation particulière qui a progressé le plus en quatre ans, car citée 5 fois plus souvent qu'en 2020, mais elle n'arrive qu'en deuxième position derrière l'économie.
| Principales motivation de vote | Pourcentage |
| Économie                       | 39 %        |
| Immigration                    | 20 %        |
| Avortement                     | 11 %        |

L'écart de perception entre les candidats montre ainsi un écart très important en faveur de Trump concernant la « capacité à faire face à une crise » et concernant celle à être un « leader fort ». Les deux candidats sont en revanche à égalité, avec la même perception concernant le fait d'être proche des gens ordinaires.

### Analyse sociologique
L’examen des résultats par régions et catégories d’électeurs montre, selon une synthèse du quotidien Le Monde, « non pas un bouleversement ou un réalignement, mais une accentuation du rapport de force enregistré dans les dernières élections » présidentielles, catégorie par catégorie, l'accentuation la plus incontestée étant les divers sondages en sortie des urnes, une plus grande représentation dans son électorat des « Latinos », dont une « majorité est de la deuxième ou troisième génération », et parmi lesquels « près d’un tiers » adhèrent à sa proposition d’expulsions « massives » des sans-papiers dès le premier jour de son mandat de président.
Une analyse du site Politico a de son côté calculé que la participation a été globalement et en moyenne « plus importante dans les comtés républicains » et que même dans les comtés « sûrs » d'assurer nettement la victoire de Trump, les républicains se sont « rendus massivement aux urnes » comme en 2020, ce qui n'a pas été le cas dans les équivalents démocrates.
L'Université de Chicago a mené un sondage durant huit jours sur un échantillon représentatif de 120 000 Américains ayant déjà voté, soit le jour J soit par vote anticipé, afin de définir précisément le profil et les motivations des deux électorats, pour les clients de l'Associated Press.

#### Progressions par régions
Donald Trump a progressé en pourcentage dans près de 2 500 des 3 113 comtés listés par le New York Times. La « poussée trumpiste » est « la plus forte dans le Sud du pays », en particulier en Floride, au Nouveau-Mexique et au Texas, un État où « la plupart des comtés frontaliers du Mexique ont enregistré une hausse de 5 à 15 points » par rapport à 2020, le comté de Maverick étant même ainsi passé de 44,8 % à 59 % en 2024. Mais selon le New York Times, dans près d'un millier de comtés, Trump a progressé en pourcentage, mais baissé en nombre de voix, en raison d'une participation en repli et d'un total de voix inférieur d'un million à celui qu'il avait obtenu en 2020.

#### Vote en fonction des revenus[101],[222]
Trump, qui courtise cet électorat, progresse de 6 points chez les électeurs gagnant moins de 50 000 dollars par an, contre 4 sans l'ensemble de l'électorat, par rapport à 2020, y obtenant 50 %, comme dans l'ensemble de la population devant les 47 % de Kamala Harris.
Les deux candidats sont à égalité chez les électeurs gagnant plus.
| Candidat                                  | Donald Trump | Kamala Harris |
| Revenus de moins de 50 000 dollars par an | 47 %         | 50 %          |
| Revenus de plus de 50 000 dollars par an  | 49 %         | 49 %          |

#### Part des plus de 60 ans dans l'électorat
Elle a diminué pour Harris mais reste plus élevée que pour Trump.
| Candidat        | Donald Trump | Kamala Harris |
| Proportion 2020 | 26 %         | 30 %          |
| Proportion 2024 | 27 %         | 28 %          |

#### Part des moins de 30 ans dans l'électorat
Elle a progressé pour les deux candidats, mais plus pour Trump, bien qu'elle soit plus basse que pour Harris, les Démocrates ayant moins souffert de la baisse de la participation chez les jeunes que dans le reste de la population.
| Candidat        | Donald Trump | Kamala Harris |
| Proportion 2020 | 10 %         | 15 %          |
| Proportion 2024 | 15 %         | 17 %          |

| Candidat                 | Donald Trump | Kamala Harris |
| Electeurs de 18 à 24 ans | 42 %         | 52 %          |
| Electeurs de 25 à 29 ans | 45 %         | 53 %          |

Un autre sondage sorti des urnes, réalisé par l’institut Edison Research, indique que Donald Trump a progressé de deux points par rapport à 2020 chez les femmes, 44 % votant pour lui contre 51 % du total de la population, Kamala Harris obtenant 54 %. Le milliardaire a surtout progressé de 13 points par rapport à 2020 dans le « vote hispanique », où il obtient 45 % des voix contre 51 % pour l'ensemble des Américains, et même de 18 points dans la partie masculine de cet électorat, où il devient majoritaire, Kamala Harris dominant (61 %) dans la partie féminine mais aussi au sein du vote noir (86 %), où elle obtient la même proportion record que celle atteinte par Joe Biden en 2020. Avant l'élection, des sondages indiquaient que 20 % des électeurs noirs pourraient voter Trump, un chiffre susceptible de faire basculer l’élection, mais cette prévision ne s'est pas réalisée.

#### Électorats féminins, noir et hispanique
| Année de vote                  | Élection de 2020 | Élection de 2024 |
| Femmes votant Démocrate        | 56 %             | 54 %             |
| Femmes votant Républicain      | 42 %             | 44 %             |
| Noirs votant Démocrate         | 86 %             | 86 %             |
| Noirs votant Républicain       | 12 %             | 12 %             |
| Hispaniques votant Républicain | 32 %             | 43 %             |

Un autre sondage, de la chaîne de télévision NBC, lui accorde aussi 12 % du vote noir mais en indiquant que ce chiffre n'aurait été que de 8 % en 2020,. Sa progression chez les Hispaniques est notamment illustrée par son arrivée en tête dans le comté texan de Starr, peuplé à 97 % d'hispaniques et considéré comme un bastion du parti démocrate, pour lequel la population votait sans discontinuer depuis 1896,.

## Conséquences
Après avoir renoncé à s'adresser à ses militants, comme Hillary Clinton en 2016, Kamala Harris reconnaît sa défaite au lendemain du scrutin. Ayant appelé son adversaire pour le féliciter, la candidate démocrate appelle ses soutiens à accepter les résultats tout en leur demandant de « continuer le combat pour la démocratie et l’État de droit ». Le président sortant Joe Biden appelle à son tour Donald Trump pour le féliciter et faciliter la transition avant son investiture le 20 janvier 2025,.
La victoire de Donald Trump est accueillie avec inquiétude en Ukraine, en guerre depuis son invasion par la Russie deux ans plus tôt. Le nouveau président républicain — qui a montré à plusieurs reprises sa sympathie pour le président russe Vladimir Poutine et déclaré au cours de la campagne pouvoir mettre un terme à la guerre « en moins de vingt-quatre heures » — est suspecté de vouloir mettre fin au soutien financier et militaire américain à l'Ukraine, plongeant ce pays dans l'inconnu. Prudent, le président ukrainien Volodymyr Zelensky lui adresse des félicitations pour son « impressionnante victoire électorale » au lendemain du scrutin,.
Au sein de la communauté LGBT, ayant voté à 86 % pour Kamala Harris, la victoire de Donald Trump sonne comme un coup de massue pouvant annoncer le démantèlement progressif de leurs droits, entre autres l'accès au logement, le changement de genre à l'état civil, la PMA, etc.,. La communauté transgenre se sent particulièrement touchée, les publicités anti-transgenres ayant été la première dépense de la campagne de Trump, cumulant 120 millions de dollars,,. De ce fait, au cours du dépouillement des votes, les lignes directes de Rainbow Youth Project (en) pour la prévention contre le suicide des personnes LGBT sont saturées, recevant 5 460 appels en dix jours alors que la moyenne mensuelle est de 800.